# 武汉地铁2号线过江隧道
武汉地铁2号线过江隧道是武汉市地铁二号线的过长江通道。采用双线双洞设计，起于南岸武昌区的积玉桥站，止于北岸江汉区江汉路站，全长3098米。该隧道于2009年开工，并于2011年贯通。其中建设有5条联络通道。已于2012年12月28日同二号线一起开通使用。每當列車進入過江隧道時，列車都會作出廣播，提示乘客已進入「萬里長江隧道」。